# Gwanchon-myeon
Gwanchon-myeon (koreanska: 관촌면) är en socken i kommunen Imsil-gun i provinsen Norra Jeolla i den centrala delen av Sydkorea, 210 km söder om huvudstaden Seoul.